# Клифтон Хил (Мисури)
Клифтон Хил (енгл. Clifton Hill) град је у америчкој савезној држави Мисури.

## Демографија
По попису из 2010. године број становника је 114, што је 10 (-8,1%) становника мање него 2000. године.
| Група             | 2000.       | 2010.       |
| Белци             | 120 (96,8%) | 107 (93,9%) |
| Афроамериканци    | 4 (3,2%)    | 4 (3,5%)    |
| Азијати           | 0 (0,0%)    | 0 (0,0%)    |
| Хиспаноамериканци | 0 (0,0%)    | 0 (0,0%)    |
| Укупно            | 124         | 114         |